# Carl Holsøe

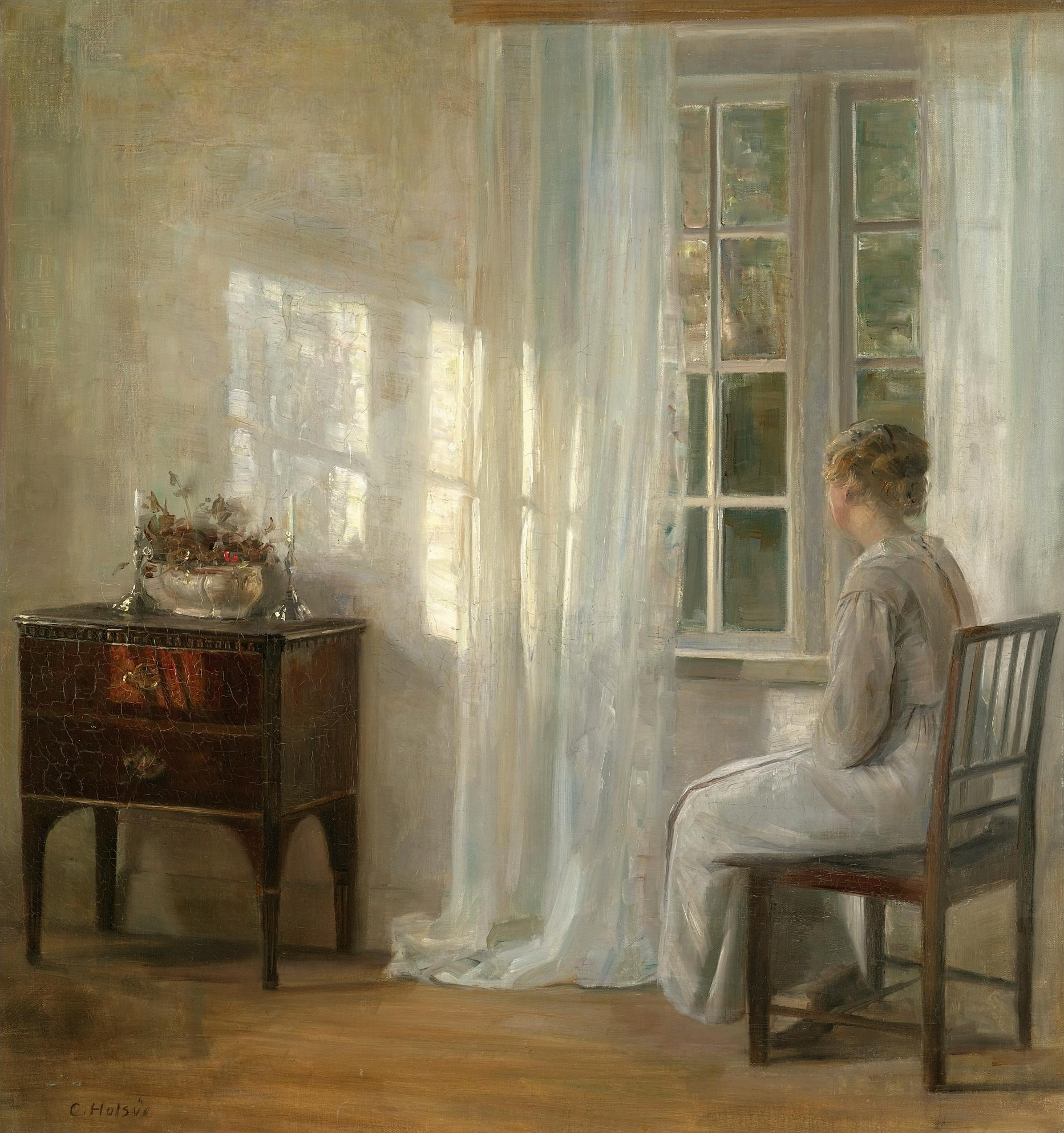
Kvinde ved vindue av Carl Holsøe.

Carl Vilhelm Holsøe, född 12 mars 1863 i Aarhus, död 7 november 1935 i Asserbo, var en dansk målare. Han var kusin till Poul Holsøe.
Holsøe målade i likhet med Vilhelm Hammershøi, som utövade ett starkt inflytande på honom, övervägande interiörer med gamla möbler och enstaka figurer. Hans torra, delikata pensel tolkar med sällsynt målerisk finhet de blida harmonierna i lugna tysta rum. Han har också målat landskapsstudier av fin stämningshalt. Holsøe är bland annat representerad på Göteborgs konstmuseum.
Carl Holsøes bror Niels Holsøe (född 1865) ägnade sig företrädesvis åt interiörmåleri. Han är bland annat representerad på Nationalmuseum.